# Shu-bi-dua 11
Shu-bi-dua 11 er navnet på Shu-bi-duas ellevte album, som udkom på LP i 1985 og senere blev genudgivet på CD i 1990. Albummet blev på ny genudgivet i remasteret version på CD og som download i 2010 under navnet "Deluxe udgave". Dette album er det eneste, hvor forsangeren Michael Bundesen ikke medvirker, idet han var trådt ud af gruppen året inden for at være med til at starte Kanal 2 op.
Albummet solgte omkring 50.000 eksemplarer, hvilket var markant mindre end tidligere albums.

## Spor
| #   | Titel                                     | Længde |
| --- | ----------------------------------------- | ------ |
| 1.  | "Dromedam"                                | 3:33   |
| 2.  | "Albazine"                                | 3:47   |
| 3.  | "Lige ud af landevejen"                   | 3:10   |
| 4.  | "Hokus pokus"                             | 4:08   |
| 5.  | "Tørresnoren"                             | 4:26   |
| 6.  | "On the Radio"                            | 4:08   |
| 7.  | "Titles From a Magazine"                  | 4:18   |
| 8.  | "Michelle"                                | 3:10   |
| 9.  | "Var det kærlighed"                       | 3:24   |
| 10. | "Den smukkeste i verden"                  | 3:55   |
| 11. | "Radio Rita" (bonus)                      | 2:39   |
| 12. | "Himlens fugle" (bonus)                   | 3:32   |
| 13. | "Did he call to say "I love you"" (bonus) | 1:44   |

Spor 11-13 er bonusnumre, som kun findes på de remastered cd- og downloadudgaver fra 2010. "Radio Rita" er tidligere udgivet på albummet Da mor var dreng samt opsamlingerne 32 hits og Shu-bi-dua 200, "Himlens fugle" er tidligere udgivet på albummet Da mor var dreng samt opsamlingen Shu-bi-dua 200, og "Did he call to say "I love you"" er tidligere udgivet på albummet Da mor var dreng.
Alle titler og sporlængder er taget fra 2010-downloadudgaverne.